# Catocala amabilis
Catocala amabilis là một loài bướm đêm thuộc họ Erebidae. Nó được tìm thấy ở Transcaspia.